# Busch Gardens
| Busch Gardens      |                                                         |
| Busch Gardens Logo |                                                         |
| Ort                | - Tampa Bay (Florida) - Williamsburg (Virginia)         |
| Eröffnung          | - Tampa Bay: 31. März 1959 - Williamsburg: 16. Mai 1975 |

Busch Gardens ist der Name von zwei Freizeitparks, die von der Anheuser-Busch-Brauerei gegründet wurden und heute zu SeaWorld Parks & Entertainment, einem Tochterunternehmen der Blackstone Group, gehören. Der eine Park befindet sich in Tampa (Florida), der andere in Williamsburg (Virginia).

## Busch Gardens Tampa Bay
Busch Gardens Tampa Bay wurde im März 1959 eröffnet und hat Afrika als Thema. Der Themenpark ist eine der größten zoologischen Institutionen der USA. Er hat mehr als 2.700 Tiere und zahlreiche Attraktionen und Achterbahnen, wie zum Beispiel Rhino Rally, Montu, Kumba, Scorpion, Iron Gwazi, Edge of Africa, Cheetah Hunt, SheiKra und Falcon’s Fury.
| Busch Gardens Tampa Bay | Busch Gardens Tampa Bay                                                                                                  |
| ----------------------- | --- |
| Ort                     | Tampa Bay (Florida) |
| Eröffnung               | 31. März 1959 |
| Besucher                | 4,180 Millionen (2018)                                                                                                   |
| Größe                   | etwa 112 Hektar |

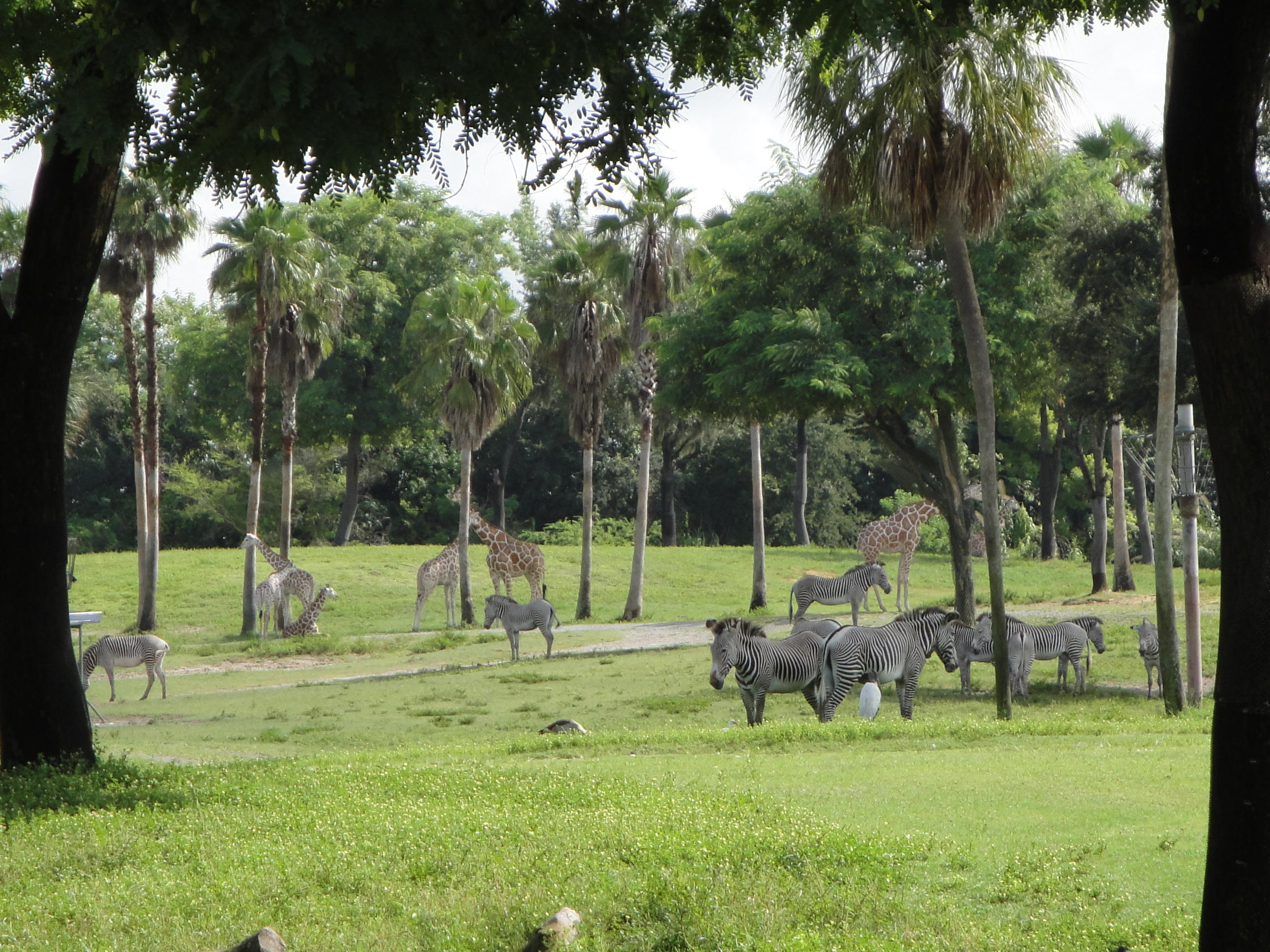
Ausblick auf die Serengeti Plain

| vorherige Namen         | - Busch Gardens: The Dark Continent (1976–1990) - Busch Gardens Tampa Bay (1990–2006) - Busch Gardens Africa (2006–2008) |
| Attraktionen            | 22 (davon 6 Achterbahnen und 3 Wasserbahnen)                                                                             |

### Parkbereiche

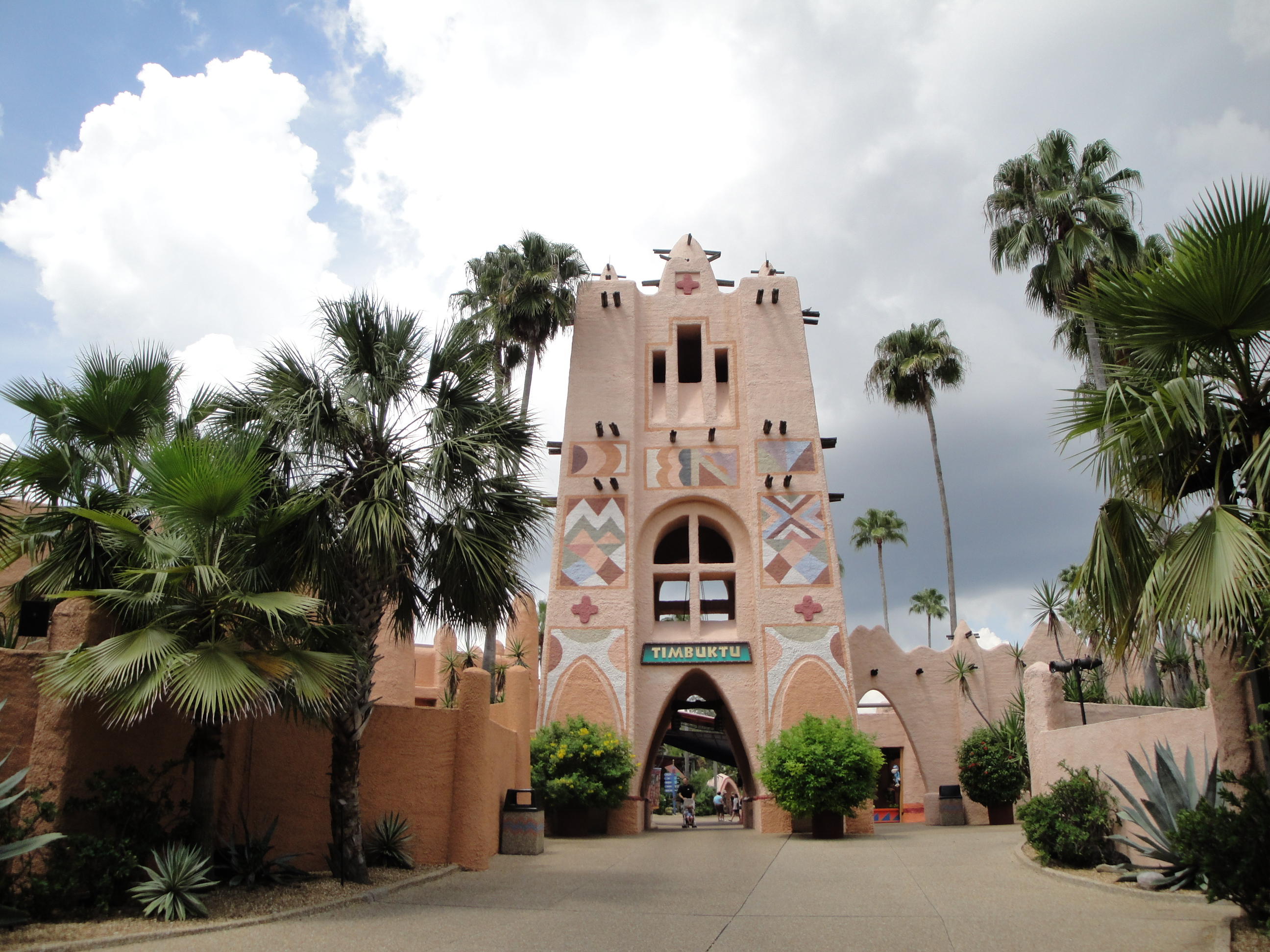
Eingang des Themenbereiches Timbuktu

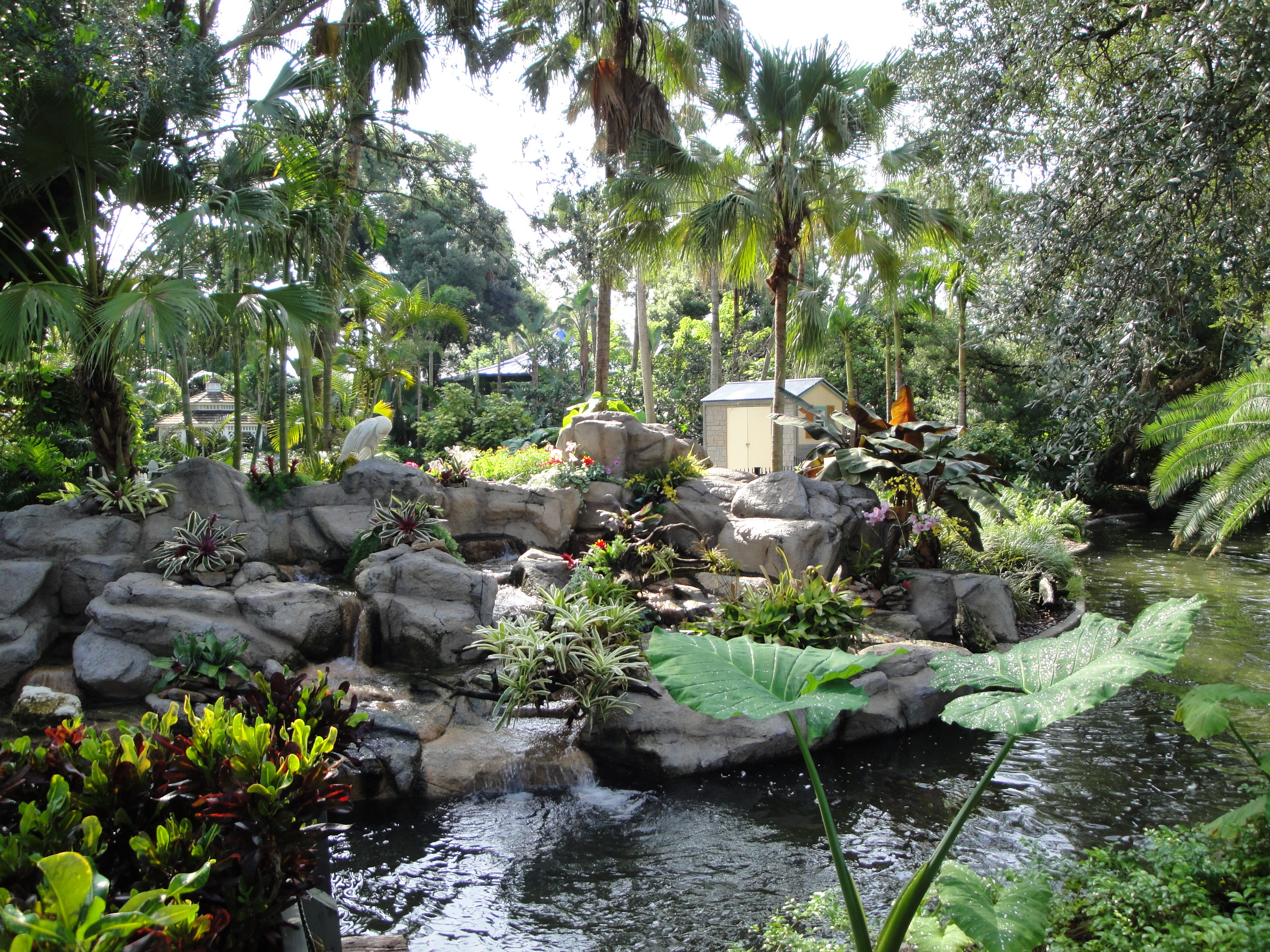
Der Themenbereich Bird Gardens

Morocco
Bird GardensIst der originale Bereich des 1959 gegründeten Parks. In diesem Bereich befand sich die 1995 geschlossene Brauerei. An dieser Stelle befindet sich jetzt der Gwazi Gliders. Außerdem befindet sich in dem Bereich das Hospitality House, in dem man kostenlose Budweiser-Bierproben erhalten kann, sowie die Anheuser-Busch Beer School mit Informationen über die Bierherstellung.
Land of DragonsWurde 1995 eröffnet und ersetzte das Dwarf Village. Der Bereich enthält Achterbahnen für Kinder sowie ein Baumhaus.
StanleyvilleDarin befinden sich die Wasserbahnen und die Achterbahn SheiKra. Seit 1977 gibt es eine Bootstour The African Queen Boat Ride, die 1989 umgestaltet wurde und seit dem Tanganyika Tidal Wave heißt. Stanleyville wurde 1973 eröffnet.
CongoDarin befinden sich zwei der populärsten Attraktionen des Parks: Congo River Rapids und Kumba, sowie auch Ubanga Banga Bumper Cars. 2008 wurde außerdem Jungala eröffnet.
TimbuktuAttraktionen: Scorpion, Cheetah Hunt, Phoenix, Pirates! 4-D, Sandstorm
NairobiAttraktionen: Rhino Rally
Crown Colony
EgyptAttraktionen: Montu

### Tierbereiche
- The Serengeti Plain (inklusive der Attraktion Serengeti Flyer)
- Myombe Reserve
- Edge of Africa
- Curiosity Caverns

### Achterbahnen
| Name           | Typ                                  | Hersteller                  | Eröffnungsjahr | Bemerkungen                                                                    | Weblinks |
| -------------- | ------------------------------------ | --------------------------- | -------------- | ------------------------------------------------------------------------------ | -------- |
| Air Grover     | Familienachterbahn                   | Zierer Rides                | 2010           |                                                                                |          |
| Cheetah Hunt   | Launched Coaster                     | Intamin                     | 2011           |                                                                                |          |
| Cobra’s Curse  | Spinning Coaster                     | Mack Rides                  | 2016           | Befindet sich im ägyptischen Themenbereich.                                    |          |
| Iron Gwazi     | Hyper Coaster, Hybrid Coaster        | Rocky Mountain Construction | 2022           | Nutzt Teile der Achterbahn Gwazi, die sich zuvor an der Stelle befand.         |          |
| Kumba          | Stahlachterbahn mit Inversionen      | Bolliger & Mabillard        | 1993           | War die erste Auslieferung des Modells Sitting Coaster des Herstellers.        |          |
| Montu          | Inverted Coaster                     | Bolliger & Mabillard        | 1996           | Thematisiert nach der agyptischen Mythologie.                                  |          |
| Phoenix Rising | Inverted Coaster, Familienachterbahn | Bolliger & Mabillard        | 2024           | Befindet sich bei der Serengeti Plain. Die Achterbahn hat zudem Onboard Audio. |          |
| SheiKra        | Dive Coaster, Floorless Coaster      | Bolliger & Mabillard        | 2005           | Während der 2007er Saison wurde die Bahn mit bodenlosen Zügen ausgestattet.    |          |
| Tigris         | Launched Coaster                     | Premier Rides               | 2019           |                                                                                |          |

#### Ehemalige Achterbahnen
| Name         | Typ                             | Hersteller                   | Eröffnungsjahr | Schließungsjahr | Bemerkungen | Weblinks |
| ------------ | ------------------------------- | ---------------------------- | -------------- | --------------- | --- | -------- |
| Gwazi        | Duelling-Holzachterbahn         | Great Coasters International | 1999           | 2015            | Nach der Schließung wurden Teile der Infrastruktur für die neue Achterbahn Iron Gwazi verwendet. Die Züge finden auf InvadR im Schwesterpark Busch Gardens Williamsburg Verwendung. |          |
| Python       | Stahlachterbahn mit Inversionen | Arrow Dynamics               | 1976           | 2006            | |          |
| Sand Serpent | Wilde Maus                      | Mack Rides                   | 2004           | 2023            | Fuhr bis 2011 unter dem Namen Cheetah Chase. Vorher befand sie sich von 1996 bis 2003 als Wild Maus im Schwesterpark Busch Gardens Williamsburg.                                    |          |
| Scorpion     | Stahlachterbahn mit Inversion   | Schwarzkopf                  | 1980           | 2024            | |          |

## Busch Gardens Williamsburg
Busch Gardens Williamsburg wurde im Mai 1975 eröffnet und hat Europa zum Thema. Die Hauptattraktionen des Parks sind Curse of DarKastle, Alpengeist, Escape from Pompeii, Apollo’s Chariot, Loch Ness Monster, Griffon und Verbolten. Der Park ist in neun Teile geteilt, die jeweils eine europäische Landschaft darstellen.
| Busch Gardens Williamsburg | Busch Gardens Williamsburg |
| -------------------------- | --- |
| Ort                        | Williamsburg (Virginia) |
| Eröffnung                  | 16. Mai 1975 |
| Besucher                   | 2,699 Millionen (2014) |
| Fläche                     | 155 Hektar |
| vorherige Namen            | - Busch Gardens: The Old Country (1974–1992) - Busch Gardens Williamsburg (1993–2005) - Busch Gardens Europe (2005–2008) - Busch Gardens Williamsburg (seit 2009) |
| Attraktionen               | 25 (davon 7 Achterbahnen und 3 Wasserbahnen) |

### Parkbereiche
- Bambury Cross (England)
- Heatherdowns (Schottland)
- Killarney (Irland)
- San Marco (Italien)
- Festa Italia (Italien)
- Rhinefeld (Rheinland – Deutschland)
- Oktoberfest (Bayern – Deutschland)
- Aquitaine (Frankreich)
- New France (Kanada)

### Tierbereiche
- Jack Hanna’s Wild Reserve
- Clydesdales

### Achterbahnen
| Name                             | Typ                                                    | Hersteller                   | Eröffnungsjahr | Bemerkungen | Weblinks |
| -------------------------------- | ------------------------------------------------------ | ---------------------------- | -------------- | --- | -------- |
| Alpengeist                       | Inverted Coaster                                       | Bolliger & Mabillard         | 1997           | Nach den Alpen thematisiert. |          |
| Apollo’s Chariot                 | Hyper Coaster                                          | Bolliger & Mabillard         | 1999           | War der erste Hyper Coaster des Herstellers.                                                                                                   |          |
| DarKoaster                       | Indoorachterbahn, Launched Coaster, Familienachterbahn | Intamin                      | 2023           | Befindet sich in dem Gebäude, in dem sich zuvor der Dark Ride The Curse of DarKastle befand.                                                   |          |
| Griffon                          | Dive Coaster, Floorless Coaster                        | Bolliger & Mabillard         | 2007           | Mit Draken / 드라켄 wurde 2018 in Gyeongju World (Südkorea) eine baugleiche Anlage eröffnet.                                                   |          |
| Grover’s Alpine Express          | Familienachterbahn                                     | Zierer Rides                 | 2009           | War die erste Auslieferung des Modells Force 190.                                                                                              |          |
| InvadR                           | Hybrid-Holzachterbahn                                  | Great Coasters International | 2017           | |          |
| Loch Ness Monster                | Terrain Coaster                                        | Arrow Dynamics               | 1978           | Ist die erste Achterbahn der Welt mit Interlocking Loops.                                                                                      |          |
| Pantheon                         | Launched Coaster                                       | Intamin                      | 2022           | Benamt nach dem religionswissenschaftlichen Begriff Pantheon und thematisiert nach den Göttern Pluton, Neptun, Mercurius, Minerva und Jupiter. |          |
| Tempesto                         | Launched Coaster                                       | Premier Rides                | 2015           | |          |
| Verbolten                        | Launched Coaster                                       | Zierer Rides                 | 2012           | |          |
| Big Bad Wolf: The Wolf’s Revenge | Inverted Coaster, Familienachterbahn                   | Bolliger & Mabillard         | 2025 (im Bau)  | |          |

#### Ehemalige Achterbahnen
| Name          | Typ                                | Hersteller              | Eröffnungsjahr | Schließungsjahr | Bemerkungen | Weblinks |
| ------------- | ---------------------------------- | ----------------------- | -------------- | --------------- | --- | -------- |
| Big Bad Wolf  | Suspended Coaster, Terrain Coaster | Arrow Dynamics          | 1984           | 2009            | |          |
| Das Kätzchen  | Kinderachterbahn                   | Allan Herschell Company | 1976           | 1984            | |          |
| Die Wildkatze | Stahlachterbahn ohne Inversionen   | Schwarzkopf             | 1976           | 1983            | Nach der Schließung in Busch Gardens Williamsburg, befand die Bahn sich an einigen weiteren Orten. Den Anfang machte Playland Park, wo die Bahn von 1984 bis 1991 unter dem Namen Wild Cat fuhr. Von 1994 bis 1999 fuhr sie als Wildcat in Steel Pier. Anschließend befand sie sich von 2001 bis 2005 in Williams Grove Amusement Park, ebenfalls unter dem Namen Wildcat. Schließlich kam sie nach Adventure Park USA, wo sie seit 2007 als Wildcat ihre Runden fährt. |          |
| Drachen Fire  | Stahlachterbahn mit Inversionen    | Arrow Dynamics          | 1992           | 1998            | Siehe den Hauptartikel. |          |
| Glissade      | Stahlachterbahn ohne Inversionen   | Schwarzkopf             | 1975           | 1985            | Nach der Schließung in Busch Gardens Williamsburg befand die Bahn sich zunächst von 1993 bis 2001 als Tornado in Aztlán Parque Urbano, Mexiko, und fuhr später von 2002 bis 2019 in Selva Mágica, Mexiko, als Tornado ihre Runden. Bis 2022 stand die Bahn noch im Park, wurde aber nicht mehr betrieben. |          |
| Wild Maus     | Wilde Maus                         | Mack Rides              | 1996           | 2003            | Fuhr im Eröffnungsjahr unter dem Namen Izzy. Seit 2004 steht die Bahn im Schwesterpark Busch Gardens Tampa und fährt dort unter dem Namen SandSerpent (bis 2011 Cheetah Chase) ihre Runden. |          |

## Busch Gardens Dubai
Am 28. Februar 2008 gab die Busch Entertainment Corp. in SeaWorld of Florida bekannt, dass im Jahr 2012 ein weiterer Park in Dubai (VAE) eröffnet werden soll. Die Pläne wurden allerdings aufgrund der Finanzkrise bis auf Weiteres eingestellt.

## Geschlossene Parks
Es gab noch drei weitere Standorte von Busch Gardens, die jedoch inzwischen geschlossen wurden.
- Pasadena, Kalifornien (1905–1937)
- Van Nuys, Kalifornien (1964–1979)
- Houston, Texas (1971–1972)